# ستيفن مكفيل
ستيفن مكفيل (بالإنجليزية: Stephen McPhail)‏ (9 ديسمبر 1979 بلندن في المملكة المتحدة - ) هو لاعب كرة قدم أيرلندي في مركز الوسط. شارك مع منتخب جمهورية أيرلندا تحت 17 سنة لكرة القدم ومنتخب جمهورية أيرلندا تحت 21 سنة لكرة القدم وRepublic of Ireland national football B team ‏ ومنتخب جمهورية أيرلندا لكرة القدم. أما مع النوادي، فقد لعب مع شيفيلد وينزداي وكارديف سيتي وليدز يونايتد ونادي بارنسلي ونادي شامروك روفرز ونادي ميلوول ونوتينغهام فورست.

## مسيرته الكروية
لعب ستيفن مكفيل خلال مسيرته الاحترافية مع 7 أندية في اثنين وعشرين موسمًا وسجل خلالها 11 هدفًا ضمن 415 مباراة. ولم يفز بأي موسم بالكأس أو بالدوري.
خاض ستيفن مكفيل مسيرته مع نادي ليدز يونايتد في موسم 1997–98 في المرة الأولى ليلعب معه خمسة مواسم ثم في موسم 2002–03 ولمدة موسمين، مشاركًا طوالها في 78 مباراة سجل خلالها 3 أهداف. ثم انتقل إلى نادي ميلوول في موسم 2001–02 لمدة موسم واحد، حيث شارك في 3 مباريات ولم يسجل أي هدف. لينتقل بعدها إلى نادي بارنسلي في موسم 2004–05 ولمدة موسمين، مشاركًا في 70 مباراة سجل خلالها 4 أهداف. ثم انتقل إلى نادي كارديف سيتي في موسم 2006–07 ليلعب معه سبعة مواسم، مشاركًا في 186 مباراة سجل خلالها 3 أهداف. هذا وانتقل لاحقًا إلى نادي شيفيلد وينزداي في موسم 2013–14 لمدة موسم واحد، مشاركًا في 13 مباراة ولم يسجل أي هدف. ثم انتقل بعدها إلى نادي شامروك روفرز في موسم 2014 واستمر معه طيلة ثلاثة مواسم، مشاركًا في 52 مباراة سجل خلالها هدفًا واحدًا.

## وصلات خارجية
- ستيفن مكفيل على موقع قاعدة بيانات كرة القدم.إي يو (الإنجليزية)
- ستيفن مكفيل على موقع ناشيونال فوتبول تيمز (الإنجليزية)
- ستيفن مكفيل على موقع Soccerbase.com (لاعب) (الإنجليزية)
- ستيفن مكفيل على موقع Soccerway.com (الإنجليزية)
- ستيفن مكفيل على موقع عالم كرة القدم.نت (الإنجليزية)